# آنيكا فون دير ليب
آنيكا فون دير ليب (بالنرويجية البوكمول: Anneke von der Lippe)‏ هي ممثلة نرويجية، ولدت في 22 يوليو 1964 بأوسلو في النرويج. من الجوائز التي نالتها International Emmy Award for Best Actress ‏ عن عمل شاهد عيان سنة 2015.

## أعمال

### أفلام
- (1997) باربرا

### مسلسلات
- شاهد عيان

## جوائز
- International Emmy Award for Best Actress [الإنجليزية]‏، عن عمل: شاهد عيان (2015)

## وصلات خارجية
- آنيكا فون دير ليب على موقع IMDb (الإنجليزية)
- آنيكا فون دير ليب على موقع ألو سيني (الفرنسية)
- آنيكا فون دير ليب على موقع أول موفي (الإنجليزية)
- آنيكا فون دير ليب على موقع قاعدة بيانات الأفلام السويدية (السويدية)
- آنيكا فون دير ليب على موقع قاعدة بيانات الفيلم (الإنجليزية)
- آنيكا فون دير ليب على موقع كينوبويسك (الروسية)